# Sharleen Spiteri
Sharleen Eugene Spiteri (* 7. November 1967 in Glasgow) ist eine schottische Musikerin. Sie ist Sängerin und Gitarristin der Pop-/Rock-Band Texas.

## Biografie
Spiteri wuchs in ihrer Heimatstadt auf. Sie arbeitete als Friseurin, bevor sie 1986 mit Johnny McElhone die Band Texas gründete.
Spiteri komponierte einige Lieder, die in Filmen zu hören sind: Say What You Want in Der gebuchte Mann (1997); Put Your Arms Around Me in Auf immer und ewig (1998) oder In Our Lifetime in Notting Hill (1999).
Spiteri ist auf dem Album Rosenrot (2005) von Rammstein im Duett Stirb nicht vor mir (Don’t Die Before I Do) zu hören. Ebenfalls zu hören ist sie auf dem Album First Contact (2001) von Roger Sanchez bei dem Titel Nothing 2 Prove. Geschrieben wurde dieser Titel von Sanchez und ihr selbst sowie ihrem Kollegen McElhone. 
Mitte 2008 erschien Spiteris Debüt-Soloalbum Melody, woraus All the Times I Cried als Single ausgekoppelt wurde.